# Vrbno (Kadov)
Vrbno je vesnice, část obce Kadov v okrese Strakonice v Jihočeském kraji. Nachází se asi 1,5 kilometru východně od Kadova. Je zde evidováno 51 adres. V roce 2011 zde trvale žilo 91 obyvatel.
Vrbno je také název katastrálního území o rozloze 3,68 km².

## Historie
První písemná zmínka o vesnici pochází z roku 1305.

## Obyvatelstvo
| Rok            | 1869 | 1880 | 1890 | 1900 | 1910 | 1921 | 1930 | 1950 | 1961 | 1970 | 1980 | 1991 | 2001 | 2011 | 2021 |
| -------------- | ---- | ---- | ---- | ---- | ---- | ---- | ---- | ---- | ---- | ---- | ---- | ---- | ---- | ---- | ---- |
| Počet obyvatel | 284  | 299  | 278  | 247  | 250  | 256  | 214  | 173  | 155  | 127  | 109  | 103  | 85   | 91   | 90   |
| Počet domů     | 44   | 48   | 49   | 48   | 47   | 47   | 48   | 47   | 56   | 42   | 33   | 49   | 52   | 53   | 56   |

## Obecní správa
Při sčítání lidu v letech 1850–1963 Vrbno bylo samostatnou obcí v okrese Blatná. Od roku 1964 je částí obce Kadov v okrese Strakonice. V letech 1850–1963 k obci patřil Mračov.

## Pamětihodnosti
- Kaple svaté Anny
- Dřevěná zvonička
- Obcí vede naučná stezka Kadovský viklan

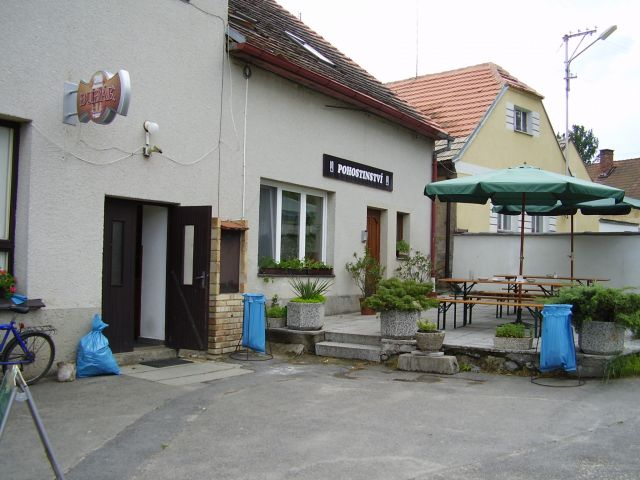
Hostinec ve Vrbně u Blatné